# Richard Allen Davis
Richard Allen Davis, född 2 juni 1954, är en amerikansk dömd mördare och barnantastare. Han väntar på avrättning i Adjustment Center i San Quentin State Prison, Kalifornien. Han dömdes 1996 för mord av första graden och fyra speciella omständigheter (rån, inbrott, kidnappning och antastande av barn) av 12-åriga Polly Klaas.

## Polly Klaas
Davis kidnappade Klaas den 1 oktober 1993 från hennes hem i Petaluma, Kalifornien.
Efter en lång, tumultartad rättegång dömdes Davis den 18 juni 1996 för mordet på Polly Klaas. Han dömdes även för bland annat rån, inbrott och kidnappning. Då han dömdes gjorde Davis den upprörande gesten att visa båda långfingrarna mot en kamera i rättssalen, och hånade därmed Klaas familj. Davis sa senare att Klaas sista ord precis innan han dödade henne var att hennes far misshandlat henne.
Davis väntar på sin dödsdom i San Quentin State Prison, i Marin County, Kalifornien. Efter att ha överlevt en uppenbar överdos av narkotika i fängelset och attacker mot honom av flera andra fångar, är Davis nu i enskild förvaring.
Davis har blivit diagnostiserad med antisocial personlighetsstörning.